# Aeroporto di Trieste – Friuli Venezia Giulia
Luchthaven Triëst (Italiaans: Aeroporto di Trieste–Friuli Venezia Giulia, Officiële naam: Trieste – Ronchi dei Legionari Airport) (IATA: TRS, ICAO: LIPQ) is het kleine internationale vliegveld bij de stad Triëst in Italië. Het vliegveld ligt ongeveer 30 km ten noordwesten van de stad. De luchthaven is niet alleen de aanvlieghaven voor Triëst maar wordt ook veel aangedaan door vakantievluchten richting het Kroatische schiereiland Istrië.